# 그래픽 노테이션

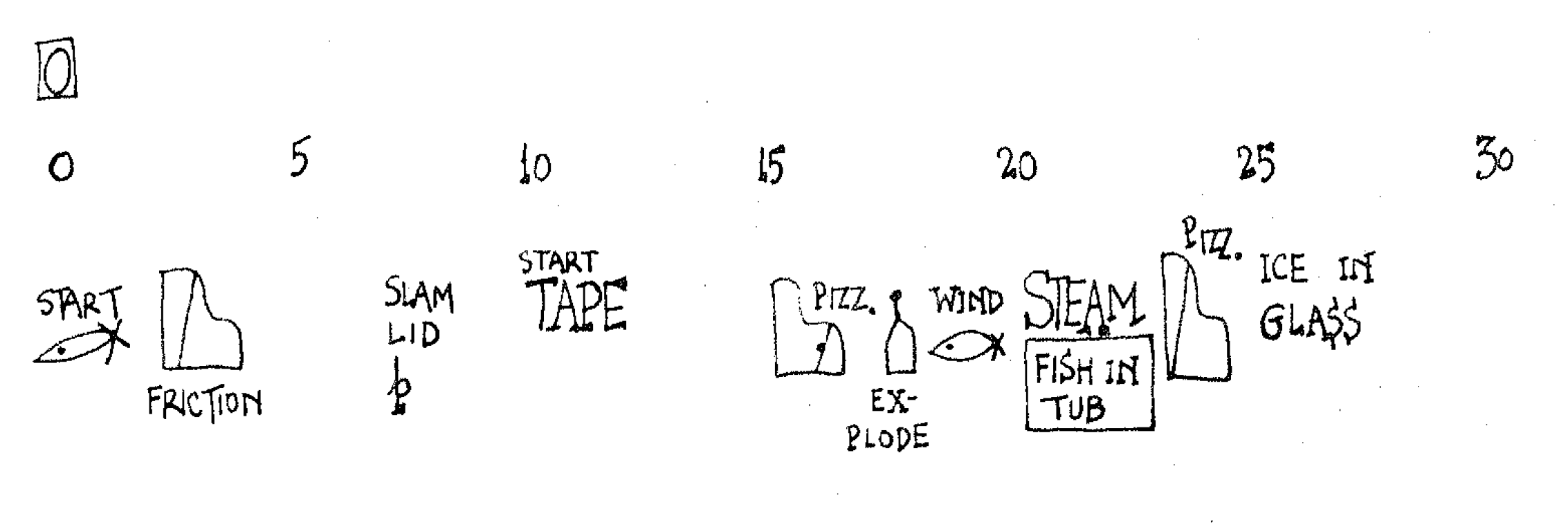
그래픽 노테이션의 일종.

그래픽 노테이션(Graphic Notation)이란 음악적 구조와 표지방법을 그래프식으로 나타내는 기보법을 말한다. 즉 밀집해 있는 점들과 빈 공간은 행동과 침묵을 나타내는 소리이고, 안이 차 있는 점과 빈 점은 강약을 나타내며, 높은 점과 낮은 점들은 피치를 나타내고 전체구조의 길이는 진행시간을 나타낸다. 이와 같은 도식방법은 점들로써만 나타내는 것이 아니라 그 형태는 거의 자유롭게 선택할 수 있어서 다른 형태는 다른 연주자에게 상이한 개념을 주어도 좋다. 이와 같은 그래픽은 표준화를 필요로 하지 않지만 이는 작곡가의 창조적인 면의 집합체이므로 각 작품에서는 단일하게 나타내어져야 한다. 그리하여 연주자는 각자 상이하게 이해하게 되고 다르게 연주할 수도 있다. 그러나 가장 기본적인 구별은 그래픽 악보의 위, 아래 축은 높고 낮은 피치를 나타내고 좌우축은 음의 동형진행을 나타내며, 까만 점과 하얀 점은 강약을 나타낸다.